# Манастир Добрска Ћелија
Манастир Добрска Ћелија припада Митрополији црногорско-приморској Српске православне цркве. Налази се у Добрском Селу, у близини Цетиња, у пространој и дубокој ували између брда Добрштака, Вртијељка и Цеклинштака.

## Историја
У 15. вијеку село се помиње под именом Добро, а понегде и Горње Добро. Стари назив село је добило због плодног земљишта, а данашњи због положаја кућа које су до брда. Манастир је саграђен у време Ивана Црнојевића, у 15. веку и сматра се да је био метох Цетињског манастира. Сам назив манастира говори да је на том месту првобитно била испосница.
У манастиру је живео црногорски владика Сава Очинић у доба када је разрушен стари Цетињски манастир. Владика Сава је сахрањен испред манастирске цркве где се и данас налази његова гробница.

## Манастирска црква
Манастирска црква посвећена је Успењу Пресвете Богородице и у народу је називају још Црква Свете Госпође. Грађена је као једнобродна грађевина са полукружном олтарском апсидом, једноделним звоником на преслицу и тремом.
На западну фасаду се наслања пространи трем, који носе два озидана масивна стуба и два дрвена. Стране трема имају делимично подигнуте зидове који стварају неку врсту камене клупе који се продужава и уз западну фасаду цркве. Конструкција трема је од дрвета, а поплочан је каменим плочама. Унутрашњост цркве је засведена полуобличастим сводом, ојачаним са два попречно постављена лука. Под је од камених плоча.
Иконе на иконостасу су новијег датума и рад су игуманије манастира Брчели, мати Еликониде. У цркви се чува делић моштију Светог Агатоника.

## Конак
Манастирски конак представља посебну архитектонску вредност са приземљем грађеним у виду низа лукова, од фино тесаног камена. Конак представља један од најлепших и најбоље очуваних примера народног градитељства у склопу сакралног комплекса.
Петар II Петровић Његош је 1842. године у манастиру у Добрском Селу отворио народну школу, као другу отворену школу у тадашњем делу слободне Црне Гора. Школа је у манастиру радила до 1948. године.
У Ћелији Добрској сестринство су чиниле настојатељица мати Олимпијада (Вуковић) и монахиња сестра Христина. Олимпијада Вуковић (1935-2019) била је од 1993. до 2019. године игуманија овог манастира